# Grumstrup
Grumstrup is een plaats in de Deense regio Midden-Jutland, gemeente Horsens, en telt 260 inwoners (2008).